# Invasion of the Bee Girls
Invasion of the Bee Girls (relançado em 1981 como Graveyard Tramps) é um filme de ficção científica americano de 1973. Sendo o primeiro projeto cinematográfico do roteirista Nicholas Meyer, foi dirigido por Denis Sanders e estrelado por William Smith, Anitra Ford e Victoria Vetri.
A premissa do filme é a de um cientista louco (Ford) que está usando soro de abelha modificado por radiação para criar um exército de beldades femininas que seduzem homens para a morte. Uma por uma, as vítimas são mortas antes que a polícia local descubra os planos das mulheres infectadas. O roteiro foi alterado enquanto Meyer visitava seus pais. Quando viu o novo roteiro, ele quis tirar seu nome do projeto, mas foi convencido por seu empresário de que precisava dos créditos.[carece de fontes?]

## Trama
Neil Agar, um agente especial do Escritório de Segurança do Departamento de Estado dos Estados Unidos (o antecessor do Serviço de Segurança Diplomática), é enviado para Peckham, Califórnia, para investigar a morte de John Grubowsky, um bacteriologista que trabalha na Brandt Research, uma empresa patrocinada pelo governo. Rapidamente ele conhece a bibliotecária-chefe do laboratório, Julie Zorn, e começa a entrevistar os principais cientistas da empresa, muitos dos quais têm reputação de serem "mulherengos". Sua investigação logo se complica devido ao número crescente de mortes, todas de homens que morreram de insuficiência cardíaca congestiva causada por exaustão sexual.
Diante da contagem de corpos que aumenta rapidamente, o xerife local, Capitão Peters, realiza uma reunião na cidade na qual o principal pesquisador de sexo do laboratório, Henry Murger, incentiva a população da cidade a praticar a abstinência sexual — uma ideia recebida com escárnio pelos moradores locais. Neil e Julie marcam um encontro com Murger para discutir suas teorias sobre a causa das mortes, mas acabam o vendo ser perseguido e atropelado por um carro com um motorista misterioso. Enquanto Agar telefona para a agência, Julie é atacada e abusada sexualmente por um grupo de bandidos, que são espancados por Agar quando o mesmo retorna. Durante sua investigação na casa de Murger em busca de pistas, Neil descobre um quarto secreto escondendo apetrechos sexuais e o amante de Murger, Joe, que informa a Neil que o viu indo embora com uma mulher desconhecida antes de sua morte.
Apesar do toque de recolher e do estabelecimento de uma quarentena militar, os cientistas continuam se aventurando sexualmente. Um deles, Herb Kline, é abordado por Susan Harris, uma bela entomologista que trabalha com abelhas. Embora descrita pelos homens como um "iceberg", ela flerta com Kline e o convida para jantar. Naquela noite, enquanto eles fazem sexo, Kline sofre uma trombose fatal e Harris revela olhos compostos pretos, sugerindo que ela não é o que parece ser.
Enquanto isso, convencido de que há um padrão nos acontecimentos, Neil começa a estudar os padrões sexuais dos insetos. Buscando informações sobre os hábitos de acasalamento das abelhas, ele interroga a Dra. Harris em seu laboratório; quando ele sai, ela retoma seu projeto: a transformação da esposa de Kline, Nora, em uma Bee Girl por meio de um processo de mutação controlada. Com a ajuda de outras mulheres previamente transformadas, ela envolve Nora em um casulo e a coloca em uma câmara onde ela é cercada por abelhas mutantes; quando ela emerge, é bombardeada com radiação e acorda com os mesmos olhos compostos pretos e desejo de acasalar que as outras mulheres transformadas possuem. Na manhã seguinte, o corpo de Herb Kline é descoberto; quando o Capitão Peters vai informar Nora, ela tenta, sem sucesso, seduzi-lo.
Depois de ter uma boa noção do que aconteceu, Neil convoca os chefes de departamento restantes e apresenta sua teoria. Embora o geneticista, Stan Williams, descarte a ideia, o chefe do departamento de diagnóstico, Aldo Ferrara, é mais receptivo. No funeral de Grubowsky, Neil e Julie trazem um detector de radiação, que capta a radiação gama vinda das mulheres presentes que foram submetidas ao tratamento. Cientes de que foram detectadas, as mulheres transformadas partem para eliminar os cientistas restantes; Williams quase é morto por sua esposa, agora mutante, e Ferrara morre durante uma visita do Dr. Harris, que então atrai Julie para seu laboratório para ser transformada.
Quando Neil descobre o corpo de Ferrara, ele entende o que as mulheres estão fazendo. Correndo para o laboratório, ele interrompe as mulheres enquanto elas começam o processo de transformar Julie em uma delas. Com Harris ameaçando matar Julie a menos que ele vá embora, Neil faz menção de se retirar, mas saca um revólver e atira na máquina. Então, Neil resgata Julie e barra a porta, deixando as mulheres mutantes para morrer em meio a uma sequência de explosões de máquinas.[carece de fontes?]

## Elenco
- William Smith como Neil Agar
- Anitra Ford como Dra. Susan Harris
- Victoria Vetri como Julie Zorn
- Cliff Osmond como Capitão Peters
- Wright King como Dr. Henry Murger
- Ben Hammer como Herb Kline
- Anna Aries como Nora Kline
- André Philippe como Aldo Ferrara
- Sid Kaiser como Stan Williams
- Katie Saylor como Gretchen Grubowsky
- Beverly Powers como Harriet Williams
- Cliff Emmich como legista
- Jack Perkins como Barney

## Sequência
Uma semi-sequência do filme, a peça Beyond the Invasion of the Bee Girls foi produzida pela House of Dames em 1998 em Seattle, Washington.

## Mídia doméstica
O filme foi lançado em DVD como Graveyard Tramps e apresentado na compilação Stephen Romano Presents Shock Festival. Invasion of the Bee Girls também foi lançado em DVD como parte de um pacote de quatro filmes chamado Four Cult Movie Marathon Volume 1.
A Scream Factory lançou o filme em Blu-ray em 4 de abril de 2017.